# Vita nuova

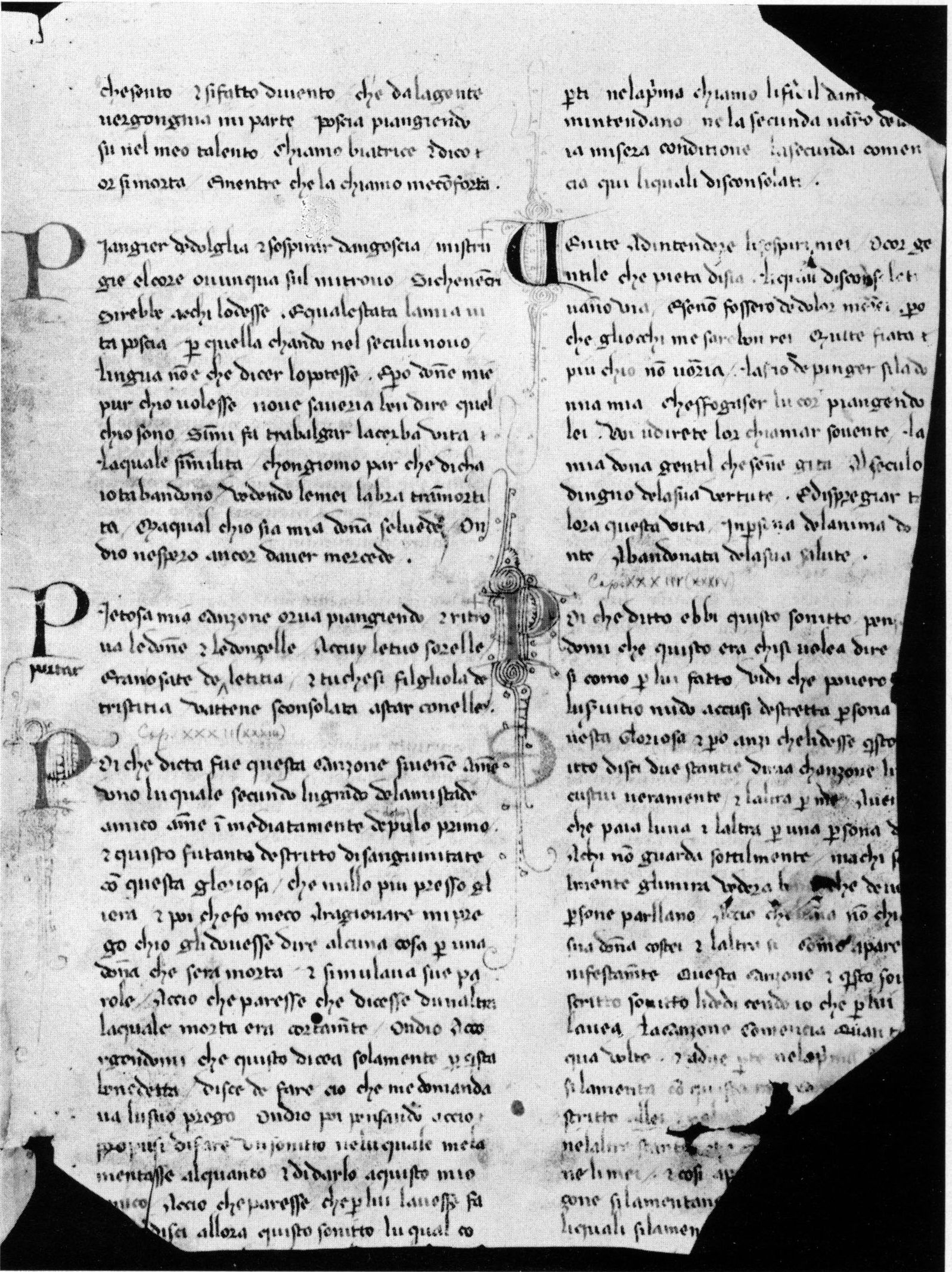
Frammento Trespiano, Firenze, Carmelo Santa Maria degli Angeli e S. Maria Maddalena de' Pazzi

La Vita nuova  è la prima opera di attribuzione certa di Dante Alighieri, scritta tra il 1293 e il 1294. Si tratta di un prosimetro nel quale sono inserite 31 liriche (25 sonetti, 1 ballata, 5 canzoni) in una cornice narrativa di 42 capitoli.

## Datazione
Non si conoscono con precisione gli anni di composizione della Vita nova, nonostante sia stata presumibilmente scritta tra il 1293 e il 1295. Lo stesso Dante, però, ci testimonia che il testo più antico risale al 1283, quando egli aveva diciotto anni, e che il più tardo risale al giugno del 1291, anniversario della morte di Beatrice. Altri sonetti sono probabilmente assegnabili al 1293 (in ogni caso le poesie non possono essere datate oltre il 1295): si può dunque ipotizzare con relativa certezza che le diverse componenti dell'opera siano frutto del lavoro di circa un decennio, culminato nella stesura vera e propria dell'opera in questione. Il testo che ne risulta è quindi una sorta di assemblaggio delle diverse poesie scritte in varie fasi della vita di Dante - alcune delle quali però sono state composte di certo contemporaneamente al testo in prosa - e che vengono così riunite in una sola opera (appunto la Vita Nova) a partire dal 1290, anno di morte di Beatrice.

## Strutture e temi
(Dante Alighieri, Vita Nuova, I 1)

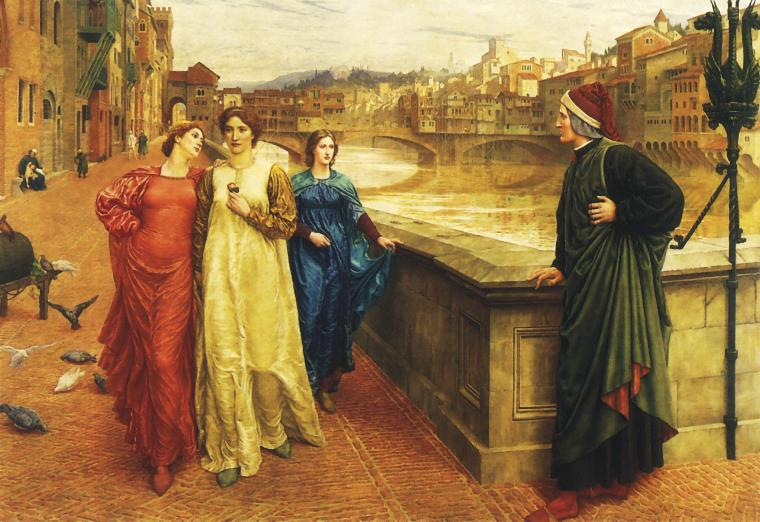
Henry Holiday, Dante incontra Beatrice al ponte Santa Trinita, 1883

La Vita nuova, nell'edizione critica curata da Michele Barbi per la Società Dantesca Italiana nel 1907 e rivista nel 1932, si basa su circa quaranta manoscritti. Oltre a quelli principali, nel XX secolo, sono stati ritrovati altre parti del testo, come il Frammento Trespiano (Ca); nell'insieme, l'opera risulta composta da 42 capitoli e 31 liriche. La recente edizione critica dell'opera curata da Stefano Carrai - che attinge in particolare al manoscritto Chigiano L.VIII. 305, il più antico di tutti, risalente alla metà del Trecento - propone invece una suddivisione diversa, in 31 capitoli, corrispondenti esattamente al numero delle liriche (cfr. Dante Alighieri, Vita Nova, revisione del testo e commento di Stefano Carrai; 9ª ediz. BUR Classici, Rizzoli, Milano, 2019).
La composizione, sotto il profilo dei contenuti, si apre con un brevissimo proemio. In esso Dante sviluppa il concetto di memoria (il libro della memoria) in quanto magazzino di ricordi che permette di ricostruire la realtà non in ogni suo dettaglio, ma con una visione di insieme, ricordando cioè l'avvenimento generale.
Dante narra di incontrare per la prima volta Beatrice quand'egli aveva appena nove anni e nove mesi e lei nove anni e tre mesi (il numero nove, evidente richiamo alla Trinità appare diverse volte nell'opera: rappresenta il miracolo).
L'opera è suddivisa in 3 fasi.
Una prima fase in cui Beatrice gli concede il saluto, fonte di beatitudine e salvezza (dal latino salutem).
Tuttavia a causa dei rituali dell'amor cortese, si sforza di tenere nascosta l'identità dell'amata, perciò finge di rivolgere il suo amore ad altre donne definite "dello schermo", in tal modo protegge il suo amore dai "malparlieri", la finzione suscita le chiacchiere della gente, e ciò provoca lo sdegno di Beatrice la quale nega il saluto a Dante.
Suddetto a seguito della privazione del saluto della sua donna entra in un periodo di sofferenza (utilizzando il modello della poesia di imitazione Cavalcantiana, imperniata sull'analisi dei tormenti provocati sull'amore); però Dante si accorge che il fine dell'amore non è più il saluto della donna, ma è la lode alla gentilissima.
Ergo la seconda fase è l'amore fine a se stesso.
Una terza fase in cui Beatrice muore e il rapporto non è più tra il poeta e la donna amata, ma tra il poeta e l'anima della donna amata.
Dal primo incontro di Dante e Beatrice inizia la "tirannia di Amore" che egli stesso indica come causa dei suoi comportamenti. Rivedrà poi la sua "musa" all'età di diciotto anni (1283) e dopo aver sognato il dio Amore mentre tiene in braccio Beatrice che piangendo mangia il suo cuore, compone una lirica in cui chiede ai poeti la spiegazione di tale sogno allegorico. Nessuno dei poeti dà la risposta che a posteriori, secondo Dante è quella corretta, cioè un presagio della morte giovanile di Beatrice, ma leggendo quel sonetto Cavalcanti decide di volere stringere amicizia con Dante, tanto da divenire "il primo delli soi amici". Per non compromettere Beatrice, il poeta finge di corteggiare altre due donne dette dello "schermo" indicategli da Amore, e soprattutto dedica a loro i suoi componimenti: Un giorno, mentre il poeta e Beatrice di trovano in chiesa, Dante guarda la sua amata ma tutti credono che rivolga la sua attenzione a un'altra donna che si trova tra i due, per cui si crea un equivoco: Dante non fa nulla per chiarirlo e lascia che tutti pensino che i suoi versi siano dedicati a questa donna-schermo, per non danneggiare la reputazione di Beatrice. Quando la donna-schermo deve lasciare Firenze, Amore suggerisce a Dante di usare una seconda donna per continuare l'equivoco, ma stavolta Beatrice non gradisce il comportamento del poeta e gli nega il saluto. Dante ne è sconfortato e soffre molto, specie quando incontra nuovamente Beatrice a una festa e viene preso "a gabbo" (viene deriso) da altre donne perché lui, alla vista dell'amata, è colto da turbamento. In seguito Dante riflette sul fatto che farebbe meglio ad evitare di incontrare Beatrice, visto che la sua presenza gli provoca tanta sofferenza, e conclude che in ogni caso il suo amore per lei è troppo forte per consentirgli di evitarla, anche se ciò è motivo per lui di strazio e derisione. Un giorno, mentre cammina per la città, Dante incontra un gruppo di donne che gli chiedono perché continui ad amare Beatrice visto che non sostiene neppure la sua presenza: Dante riflette e comprende che la sua felicità non deve essere riposta nel saluto o nel riconoscimento che può dargli Beatrice, bensì nelle parole di lode che lui le rivolge nelle sue poesie. Ha inizio la fase delle cosiddette "nove rime", caratterizzata da poesie quali la canzone Donne ch'avete intelletto d'amore.
A questo punto ha inizio la seconda parte del prosimetro in cui Dante si prefigge di lodare la sua donna. In questa parte spicca il famoso sonetto Tanto gentile e tanto onesta pare.

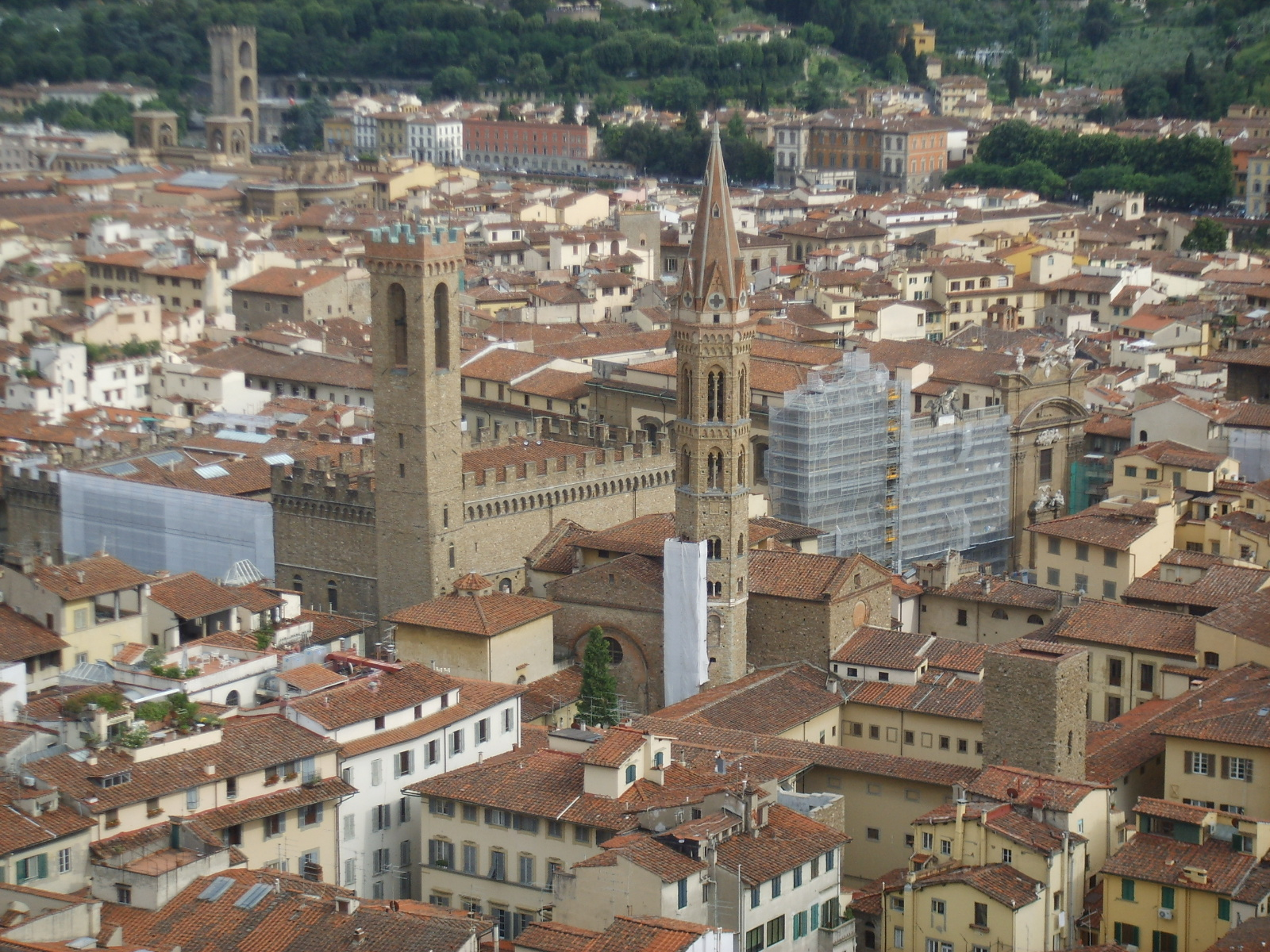
La Badia Fiorentina, luogo di incontro di Dante con Beatrice

Morta Beatrice nel 1290, e conclusasi la seconda parte, dopo un periodo di disperazione, di cui non si forniscono numerosi dettagli, il poeta è attratto dallo sguardo di una "donna gentile". 

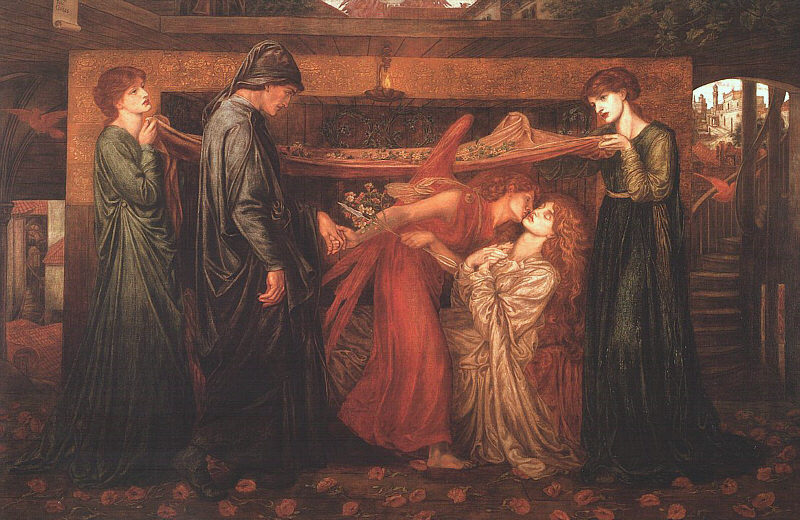
Dante Gabriele Rossetti, Il sogno di Dante al momento della morte di Beatrice, 1871

Ben presto Dante comprende che l'interesse per questa nuova donna va allontanato e soffocato, poiché solo attraverso l'amore per Beatrice potrà raggiungere Dio. Ad aiutarlo in questa riflessione è il passaggio in Firenze di alcuni pellegrini diretti a Roma, che simboleggiano il pellegrinaggio intrapreso da ogni uomo verso la gloria dei cieli. Una visione gli mostra Beatrice nella gloria dei cieli e il poeta decide di non scrivere più di lei prima di esser divenuto in grado di parlarne più degnamente, ovvero di dirne "ciò che mai non fue detto d'alcuna". L'ultimo capitolo, in cui questa necessità è esposta, viene considerato una prefigurazione della Commedia. Beatrice è una figura angelica, circonfusa di un'aura di sacralità, che dalla sua prima apparizione avvince Dante e lo purifica, elevandone i sentimenti, riuscendo a riportarlo allo stesso livello di salute spirituale anche dopo morta, mantenendovelo per sempre: la sua funzione supera perciò la breve esperienza d'amore caratteristica degli altri poeti dello stilnovo, per diventare fondamento di eterna salvezza.
I capitoli in prosa rappresentano da un lato la narrazione vera e propria e dall'altro servono da spiegazione dei componimenti lirici. Le liriche furono scelte fra quelle che Dante aveva composto (a partire dal 1283) in onore di diverse figure femminili e, soprattutto, per la stessa Beatrice; in seguito ne vennero composte altre insieme alle parti in prosa.
Natalino Sapegno scrive:"Oltre gli esempi, non rari nella letteratura medievale da Boezio in poi, di opere miste di prosa e versi, le vida e le razó compilate in margine ai testi poetici provenzali costituiscono un modello più vicino e pertinente di questo narrare dantesco; salvo che qui la materia è autobiografica, sentita liricamente e non in forma aneddotica, e la struttura del racconto di gran lunga più organica e tutta ordinata secondo un concetto personale. Inoltre a ogni lirica segue o precede una "divisione", svolta secondo i procedimenti dell'esegesi medievale, e specialmente di quella applicata alle Sacre Scritture."
Il titolo Vita Nuova significa 'vita rinnovata e purificata dall'amore'.
Nella struttura dell'opera, oltre ovviamente ad essere evidenti le tematiche tipiche dei poeti del dolce stil novo (Guido Guinizelli, Guido Cavalcanti ecc.) si ravvisano anche gli influssi della lirica provenzale, ad esempio nel capitolo V, dedicato alla cosiddetta "donna dello schermo" (con un chiaro riferimento al senhal) ma anche nel "sirventese sui nomi di belle donne" (cap. VI), dato che il sirventese era un componimento celebrativo tipico appunto della lirica trobadorica. Così pure il tema del "cuore mangiato" si rifà con evidenza al Compianto in morte di ser Blacatz di Sordello da Goito. L'influenza, in ogni caso, è non solo strutturale o concettuale ma anche testuale: si pensi per es. al sonetto Tutti li miei penser parlan d'amore (cap. XIII), dove il primo verso ricalca l'incipit della canzone di Peire Vidal Tuit mei consir son d'amor e de chan.

### Il titolo

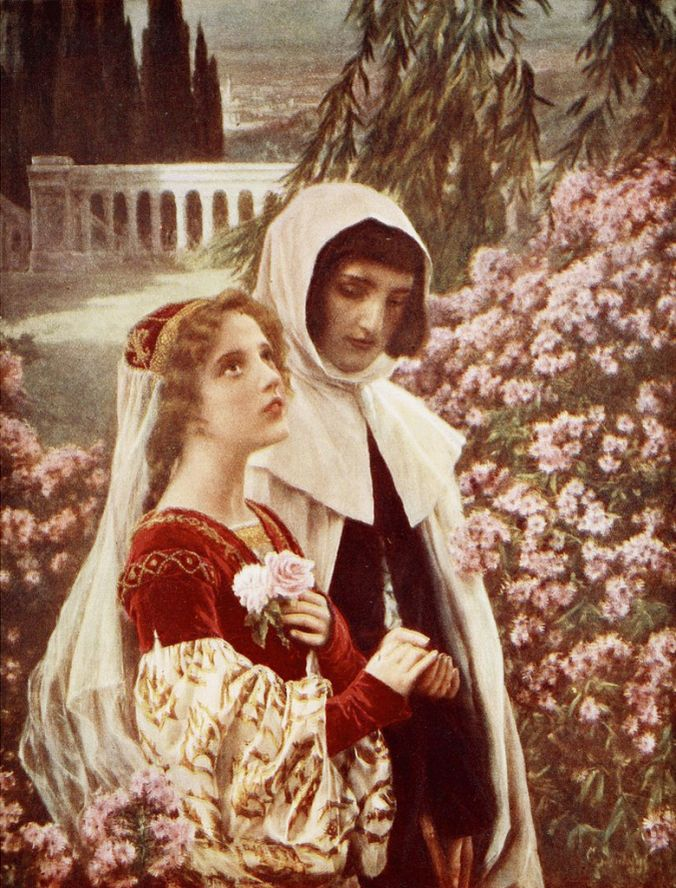
"Incipit vita nova", 1903, olio su tela del pittore tortonese Cesare Saccaggi

Il titolo ha diversi significati, in primo luogo indica la vita giovanile. A questo si aggiunge però il significato più profondo di una vita rinnovata dalla presenza miracolosa di Beatrice e dell'amore. Né si può escludere che Dante abbia voluto alludere alla novità e all'originalità dell'opera. Di recente, dopo la nuova edizione a cura di Guglielmo Gorni, che riproponeva la valenza del titolo "vita rinnovata dall'amore", è stato segnalato da Alberto Casadei che "vita nova" è sintagma presente in Agostino, Tommaso e altri padri della Chiesa, e l'espressione "incipit vita nova" può rinviare a una forma di iniziazione spirituale (battesimo per Spirito Santo), che il protagonista riceve attraverso l'incontro con Beatrice, anche se di ciò si renderà conto solo al termine dell'opera.

### Rime
Di seguito è riportato l'elenco delle 31 liriche inserite nella Vita Nuova, con riferimento al capitolo in cui esse sono contenute e al tipo di componimento.
1. A ciascun'alma presa e gentil core (III - 1, sonetto)
2. O voi che per la via d'Amor passate (VII - 2, sonetto rinterzato)
3. Piangete, amanti, poi che piange Amore (VIII - 3, sonetto)
4. Morte villana, di pietà nemica (VIII - 4, sonetto rinterzato)
5. Cavalcando l'altr'ier per un cammino (IX - 5, sonetto)
6. Ballata, i' voi che tu ritrovi Amore (XII - 6, ballata)
7. Tutti li miei penser parlan d'Amore (XIII - 7, sonetto)
8. Con l'altre donne mia vista gabbate (XIV - 8, sonetto)
9. Ciò che m'incontra, ne la mente more (XV - 9, sonetto)
10. Spesse fiate vegnonmi a la mente (XVI - 10, sonetto)
11. Donne ch'avete intelletto d'amore (XIX - 11, canzone)
12. Amore e 'l cor gentil sono una cosa (XX - 12, sonetto)
13. Ne li occhi porta la mia donna Amore (XXI - 13, sonetto)
14. Voi che portate la sembianza umile (XXII - 14, sonetto)
15. Se' tu colui c'hai trattato sovente (XXII - 15, sonetto)
16. Donna pietosa e di novella etate (XXIII - 16, canzone)
17. Io mi senti' svegliar dentro a lo core (XXIV - 17, sonetto)
18. Tanto gentile e tanto onesta pare (XXVI - 18, sonetto)
19. Vede perfettamente onne salute (XXVI - 19, sonetto)
20. Sì lungiamente m'ha tenuto Amore (XXVII - 20, canzone)
21. Li occhi dolenti per pietà del core (XXXI - 21, canzone)
22. Venite a intender li sospiri miei (XXXII - 22, sonetto)
23. Quantunque volte, lasso!, mi rimembra (XXXIII - 23, canzone)
24. Era venuta ne la mente mia (XXXIV - 24, sonetto con due cominciamenti)
25. Videro li occhi miei quanta pietate (XXXV - 25, sonetto)
26. Color d'amore e di pietà sembianti (XXXVI - 26, sonetto)
27. L'amaro lagrimar che voi faceste (XXXVII - 27, sonetto)
28. Gentil pensero che parla di vui (XXXVIII - 28, sonetto)
29. Lasso! per forza di molti sospiri (XXXIX - 29, sonetto)
30. Deh peregrini che pensosi andate (XL - 30, sonetto)
31. Oltre la spera che più larga gira (XLI - 31, sonetto)

## Fonti e modelli
La critica ha individuato un certo numero di fonti e modelli a cui Dante si è più o meno palesemente ispirato per la composizione della Vita Nuova.
Nel libello di Dante si può ben evidenziare il sincretismo culturale dell'autore, in quanto vi si rielabora l'eredità della civiltà classica e cortese per dare una valorizzazione filosofica e formale della civiltà religiosa; egli inoltre tende ad una valorizzazione etica e spirituale degli scrittori antichi e moderni, adottando un punto di vista pienamente cristiano.
- De consolatione philosophiae di Boezio
- Bibbia, Vangeli e vite mediolatine di santi
- vidas e razos provenzali
- La Rettorica di Brunetto Latini
- Confessioni di Sant'Agostino
- Laelius de amicitia di Cicerone
- Guido Cavalcanti
- Guido Guinizzelli

## Controversie sull'interpretazione
Nel primo capitolo Dante afferma che è suo proponimento quello di trascrivere (assemplare) le parole (probabilmente le rime) di una rubrica intitolata: Incipit Vita Nova. L'interpretazione dell'opera risulta, tuttavia, estremamente controversa. Sebbene, ad oggi, la critica sembra aver scartato l'ipotesi di un'interpretazione di tipo "mistico-esoterica", il dibattito fra chi concentri l'attenzione sul carattere biografico del testo e chi ne dia un significato più "laico" (per quanto in tutta l'opera permanga una fondamentale influenza religiosa) è lontano dall'essere risolto.
Tenendo in considerazione il clima culturale nel quale l'opera viene sviluppata, non sarebbe errato ritenere che lo scopo sia quello di superare la concezione di amore cortese frutto della tradizione di Cavalcanti e Guinizzelli. Per far ciò, Dante sceglie dunque una via peculiare per ricercare una forma di amore che possa sì ritenersi paradigmatica e razionale, ma che possa, allo stesso tempo, essere inserita in uno sfondo reale. Dante riesce così a riconciliare magistralmente la ricerca di quel "bandolo della matassa" che viene più volte sottolineato dalla poesia cortese del tempo (ossia il duro scontro tra religione ed amore, evidenziato perfino dal Guinizzelli nelle ultime strofe del suo 'Al cor gentil rempaira sempre amore') e l'immissione di tale concezione in un quadro che risulti semplice e di facile empatia, attraverso il racconto della sua storia. Attraverso il racconto di cenni possibilmente autobiografici, Dante sviluppa il suo personaggio, quello di Beatrice, che assume sia carattere ideale, come ispirazione, sia reale, dato che il suo incontro con il poeta è narrato proprio nella Vita Nuova e, infine, si narra anche lo sviluppo delle liriche e dello stile poetico di Dante, ponendo i semi per quella che sarà poi la sua opera più famosa, la Commedia.

### Significato allegorico
Mantenendo un'interpretazione allegorica, l'opera può essere divisa in tre parti principali: la prima, in cui Dante prova verso Beatrice un amore di tipo cortese ed ancora fortemente legato alle concezioni del Dolce Stil Novo; la seconda, nella quale, con la morte di Beatrice, Dante sembra mantenere un tema poetico di cavalcantiana memoria, che si concentra completamente sull'annullamento della personalità dell'amato e nella descrizione dell'amore come forza irrazionale e distruttrice (si veda 'Voi che per li occhi mi passaste 'l core'); la terza, in cui Dante si distacca dalla visione stilnovista dell'amore, preferendone una tutta nuova, figlia di un "intelligenza nova" che eleva la donna a tramite bipartisan tra Dio e il poeta.
La prima parte rappresenta dunque il primo stadio dell'amore, secondo la visione dantesca: un amore, come già detto, di tipo stilnovistico, che "a nullo amato amar perdona" ed è ricambiato dal "saluto" che Beatrice rivolge al poeta.
Dante infrange presto questo schema, liberandosi dalle catene dello stile cortese, narrando della negazione di quel saluto dell'amata che aveva così senso di salvezza ("salutem"). Lo spiacevole episodio avviene poiché Dante perpetua la convinzione d'aver instaurato rapporti con una "donna-schermo", ovvero una di quelle ragazze che il poeta fingeva d'apprezzare per non rovinare la reputazione dell'amata Beatrice. Qui, l'autore subisce l'influenza di Cavalcanti, che narra di un amore irrazionale, che annulla la forza dell'amato e "desta la mente che dormia", fonte di disperazione. Dante capisce allora che l'amore verso Beatrice non può arrivare dal suo saluto, ma deve derivare da qualcosa che non gli "puote venir meno": inizia così la sezione dedicata alla lode della "gentilissima", nel quale l'amore diviene fine a sé stesso, in quanto riposto soltanto nella contemplazione dell'amata. L'amore assume quindi senso di "caritas" (benevolenza, affetto), slegato da qualsiasi forma di ricompensa. Come sottolineato da Charles Singleton, questa forma d'amore si ricollega inequivocabilmente all'amore tra Dio e i beati in cielo, che non mira a ricompense materiali e che è finalizzato al solo amore e alla contemplazione di Dio. Dante risolve così, in un unico colpo, tutto il dramma dell'inconciliabilità tra amore e religione: la donna non è più amata né per un ricambio né perché creatura terrena, bensì l'amore è dipinto come quella forza capace di innalzare l'animo fino alla contemplazione del Cielo, riunificando l'amore per l'amata con quello verso Dio. L'amore è così la forza che muove tutto l'universo, che riconcilia l'uomo con Dio per mezzo della donna gentile. I canoni dello Stilnovismo sono così abbracciati e superati: la donna, che "ingentilisce" e ispira il poeta, considerata come dono di Dio in un'discensione d'amore (Dio → donna → poeta) si contrappone allo stesso amore verso Dio (poeta → donna o poeta → Dio?), tema che costringe Cavalcanti e Guinizzelli a ricorrere ad artifici retorici, descrivendo la donna quasi come fosse un angelo. In Dante, invece, questi artifici sono letterari: la donna riconcilia Dio e poeta (poeta → donna e quindi Dio), posta "Oltre la spera che più larga gira".
L'ultima parte, con la morte della "gentilissima", già preannunciata in tutta l'opera, riporta l'amore di Dante ad una dimensione terrena tramite il dolore, quasi "risvegliandolo", come avrebbe detto lo stesso Cavalcanti e ponendo in lui un dramma a cui non aveva mai prestato attenzione: la contrapposizione tra amore spirituale e amore terreno, che potrà essere risolta solo da un intervento celeste e da una nuova forma di poetare, preannunciando la sua futura opera, ossia la Commedia.

## Rapporto tra laVita nuovae ilConvivioe la tesi della doppia redazione
Nel Convivio (II, ii, 1 sgg.) Dante si riallaccia esplicitamente al finale della Vita nuova, parlando della "donna gentile" come di un'allegoria. Di lei Dante parla anche nelle due canzoni commentate nei capitoli II e III, Voi che 'ntendendo il terzo ciel movete e Amor che ne la mente mi ragiona. Siccome però nella Vita nuova il personaggio sembra essere una donna in carne e ossa, e Dante l'abbandona per tornare a Beatrice (definendo l'amore per la donna gentile "avversario de la ragione" e "desiderio malvagio e vana tentazione"), mentre nel Convivio invece la donna gentile è celebrata come il nuovo amore, proprio perché allegorico, la critica ha cercato di spiegare la contraddizione. In particolare, Maria Corti elenca le tre interpretazioni alternative della critica sul carattere reale o allegorico della "donna gentile":
1. La donna gentile è reale sia nella Vita Nuova che nelle canzoni del Convivio;
2. La donna gentile è reale nella Vita Nuova, allegorica nelle canzoni;
3. La donna gentile è allegorica sia nella Vita Nuova che nelle canzoni.

La Corti propende per la terza ipotesi, ritenendo che gli ultimi capitoli della Vita Nuova, quelli in cui Dante ritorna a Beatrice, siano stati aggiunti successivamente da Dante: la primigenia Vita Nuova, quindi, si sarebbe chiusa con il trionfo della donna gentile, in perfetta coerenza con il Convivio. Questa tesi risale a Luigi Pietrobono, e poi anche a Bruno Nardi. Pietrobono, però, a differenza di Nardi, è convinto che la donna gentile sia una donna reale, reinterpretata come allegoria della Filosofia solo più tardi, al tempo del Convivio (e in origine anche le due canzoni del Convivio non sarebbero state allegoriche), mentre in seguito, una volta abbandonato il progetto dell'opera filosofica, Dante avrebbe riscritto il finale della Vita nuova, sonetto Oltre la spera che più larga gira compreso, connotando negativamente la "donna gentile" (cosa impossibile se consideriamo la data avanzata da Pietrobono, il 1312, che è l'anno della morte di Cecco Angiolieri, il quale aveva letto e mal compreso il sonetto); invece Nardi sostiene l'originario carattere allegorico della "donna gentile".

### Edizioni
- Dante Alighieri, Vita Nova, a cura di E. Moore, Oxford, Stamperia dell'Università, 1894.
- Dante Alighieri, "Vita Nova", edizione curata da Marcus de Rubris, illustrata da Dante Gabriel Rossetti e Rocco Carlucci. Introduzione a cura di Antonio Agresti. Torino, Sten, 1911. Versione digitalizzata su Internet Archive a cura dell'Archivio del '900 del Mart.
- Dante Alighieri, La Vita Nuova, edizione critica per cura di Michele Barbi, Firenze, Bemporad & Figlio, 1932.
- Dante Alighieri, Vita Nova. A cura di Guglielmo Gorni, Collana Nuova raccolta di classici italiani annotati, Torino, Einaudi, 1996, pp. XLVIII-390; ed. bilingue Vie nouvelle, a cura di Jean-Charles Vegliante, Paris, Class, Garnier, 2011; nuova ed. rivista da Guglielmo Gorni, in Dante Alighieri, Opere, direzione a cura di Marco Santagata, vol. I, Collana I Meridiani, Milano, Mondadori, 2011.
- Dante Alighieri, Vita Nova, a cura di Luca Carlo Rossi, Milano, Oscar Mondadori, Arnoldo Mondadori Editore, 1999.
- Dante Alighieri, Vita nova, a cura di Stefano Carrai, Milano, BUR, 2009.
- Dante Alighieri, Vita nuova, a cura di Donato Pirovano, in Dante Alighieri, Vita nuova - Rime, A cura di Donato Pirovano e Marco Grimaldi, Introduzione di Enrico Malato (2 tomi: I. Vita nuova; Le Rime della ‘Vita nuova’ e altre Rime del tempo della ‘Vita nuova’; II. Le Rime della maturità e dell'esilio), Roma, Salerno Editrice, 2015, pp. 1–289 (NECOD: Nuova Edizione Commentata delle Opere di Dante).

### Saggi
- Maria Simonelli, «Donna pietosa» e «Donna gentile» fra Vita Nuova e Convivio, in Atti del Convegno di studi su aspetti e problemi della critica dantesca a cura della «Lectura Dantis Internazionale» e della Società Dante Alighieri, Pisa e Castello di Poppi, 7-10 ottobre 1965, Roma, De Luca, 1967,  pp. 146-159.
- Selene Sarteschi, Ancora a proposito della doppia redazione della «Vita Nuova», in Studi danteschi, LXII, 1990,  pp. 249-288.
- Maria Corti, Quel rompicapo del finale della Vita nuova, in Scritti su Cavalcanti e Dante, Einaudi, 2003,  pp. 167-175.
- Domenico De Robertis, Il libro della Vita Nuova e il libro del Convivio, in Studi urbinati, XXV, 2, 1951,  pp. 5-27.
- Domenico De Robertis, Il libro della "Vita nuova, 2ª ed., Firenze, Sansoni, 1970  [1961].
- Mario Marti, Vita e morte della presunta doppia redazione della Vita Nuova, in Rivista di Cultura Classica e Medievale, VII, 1-3 (Studi in onore di Alberto Schiaffini, in due volumi), 1965,  pp. 657-667 (volume secondo).
- Enrico Fenzi, "Constanzia de la ragione" e "malvagio desiderio" (V. N., XXXIX, 2): Dante e la donna pietosa, in Vincent Moleta (a cura di), La gloriosa donna de la mente. A Commentary on the Vita Nuova, Firenze-Perth, Olschki-The University of Western Australia, 1994,  pp. 195-224, ISBN 9788822242006.
- Marziano Guglielminetti, Memoria e scrittura. L'autobiografia da Dante a Cellini, Torino, Einaudi, 1977, ISBN 9788806191900.
- Stefano Carrai, Dante elegiaco. Una chiave di lettura per la "Vita nova", Firenze, Olschki, 2006 ISBN 978-88-222-5517-4
- Saverio Bellomo, Filologia e critica dantesca, Brescia, La scuola, 2008, pp. 43–69.
- Alberto Casadei, Incipit Vita nova, in Dante oltre la Commedia, Bologna, il Mulino, 2013.